# Syrphophagus pertiades
Syrphophagus pertiades är en stekelart som först beskrevs av Walker 1837.  Syrphophagus pertiades ingår i släktet Syrphophagus och familjen sköldlussteklar. Arten är reproducerande i Sverige. Inga underarter finns listade i Catalogue of Life.